# Eugenia seithurensis
Eugenia seithurensis är en myrtenväxtart som beskrevs av R. Gopalan och S.R.Sriniv.. Eugenia seithurensis ingår i släktet Eugenia och familjen myrtenväxter. Inga underarter finns listade i Catalogue of Life.